# Mannen från sydstaterna
Mannen från sydstaterna är en amerikansk westernfilm från 1958 i regi av Michael Curtiz.

## Handling
John Chandler, en före detta soldat i amerikanska sydstatsarmén har slagit sig ner i en mindre stad i Illinois tillsammans med sin stumme son. De kommer på kant med ranchägaren Harry Burleigh och hans två söner, men får hjälp av landägaren Linnett Moore, som också hon har bekymmer med familjen Burleigh.

## Rollista
- Alan Ladd - John Chandler
- Olivia de Havilland - Linnett Moore
- Dean Jagger - Harry Burleigh
- David Ladd - David Chandler
- Cecil Kellaway - Dr. Enos Daver
- Harry Dean Stanton - Jeb Burleigh
- James Westerfield - Birm Bates
- Henry Hull - Morley, domare
- Tom Pittman - Tom Burleigh
- Eli Mintz - Mr. Gorman
- John Carradine - handelsresande
- Mary Wickes - Mrs. Ainsley (ej krediterad)